# Ugo Micheli
Ugo Micheli (pseudónimo: Hugo Kelly) foi um pugilista italo-americano, que se tornou o sucessor contestado de Tommy Ryan no posto de campeão mundial dos pesos-médios.

## Biografia
Nascido na Itália, em 10 de fevereiro de 1883, Kelly emigrou jovem para os Estados Unidos, tendo estabelecido sua residência na cidade de Chicago, aonde começou a praticar boxe a partir de 1899.
Nos primeiros anos de sua carreira, Kelly obteve vitórias significativas contra Owen Ziegler, Rube Ferns e Mike Shreck, que o colocaram em posição de lutar contra o proeminente Philadelphia Jack O'Brien.
O'Brien vinha de uma recente vitória sobre Jack Twin Sullivan, que o levara a reivindicar para si o título de campeão mundial dos pesos-médios, um título que por direito cabia à Tommy Ryan, mas que em virtude de Ryan ter ficado mais de um ano sem defendê-lo, já  estava sendo questionado por outros lutadores da época.
Ocorrido no final de 1903, esse primeiro encontro entre Kelly e O'Brien terminou empatado, um resultado bastante favorável à Kelly, que era tido como presa fácil para O'Brien. Em seguida, em 1904, Kelly tornou a fazer mais dois duelos contra Jack O'Brien, tendo obtido uma vitória e uma derrota, apesar desta derrota  não ter sido um resultado oficial, mas sim uma decisão atribuída pelos jornais.
Também em 1904, Kelly fez três lutas contra Twin Sullivan, tendo vencido o primeiro confronto, perdido o segundo e empatado o terceiro. Dessa forma, lutando de igual para igual, contra Sullivan e O'Brien, Kelly havia demonstrado ser merecedor de desafiar o suposto título mundial de O'Brien.
Realizado no começo de 1905, esse quarto encontro entre Kelly e O'Brien terminou com uma vitória de Kelly, que assim passou a reclamar para si o título de campeão mundial dos pesos-médios. Meses mais tarde, porém, Jack Twin Sullivan também passou a se auto-proclamar como o campeão mundial dos médios, após ter obtido uma vitória contra Tommy Burns.
Dessa forma, um embate entre Kelly e Sullivan se tornou imprescindível, a fim de tentar solucionar esse impasse criado. Ocorrido no início de 1906, esse decisivo combate enter Kelly e Sullivan acbou terminando empatado, o que no final das contas não resolveu de nada para solucionar o impasse entre esses dois lutadores.
Não obstante, Kelly seguiu defendendo seu pretenso título mundial durante o restante de 1906, tendo superado facilmente os desafiantes Young Mahoney e Toni Caponi. Então, já no final de 1906, o campeão mundial dos pesos-médios Tommy Ryan, que observava toda essa confusão à parte, resolveu enfim se manifestar, anunciando sua aposentadoria e indicando Kelly como seu legítimo sucessor. 
Entretanto, a indicação de Kelly acabou não sendo bem aceita pelo público, de modo que o próprio Ryan decidiu subir ao ringue contra Kelly, logo nos primeiros meses de 1907, a fim de tornar sua vontade respeitada. Kelly seguiu campeão, após um empate contra Ryan, contudo sua credibilidade não foi estabelecida através dessa manobra.
Posteriormente, Kelly defendeu seu contestado título mundial em mais duas ocasiões no ano de 1907, contra Twin Sullivan e Billy Papke, porém, em ambas as vezes, Kelly não conseguiu mais do que dois empates, o que em nada ajudou a fortalecer sua imagem de campeão.
Por fim, no início de 1908, em seu segundo encontro contra Billy Papke, Kelly acabou sendo derrotado, de modo a perder de vez qualquer pretensão, que ele ainda alimentasse, de um dia vir a se consolidar como o legítimo campeão mundial. Longe disso, à altura desta sua luta contra Papke, Kelly já estava bastante ofuscado por Stanley Ketchel, que então havia conseguido o que ele nunca havia conseguido antes, o reconhecimento universal de ser chamado de campeão mundial dos pesos-médios.
Dessa forma, em meados de 1908, Kelly subiu ao ringue contra Ketchel, na condição de desafiante ao título mundial dos pesos-médios, naquela aue poderia ter sido sua melhor chance de agarrar de vez o título mundial. Entretanto, para sua infelicidade, Kelly acabou sendo nocauteado, em apenas três rounds, pelo terrível Ketchel.
Posteriormente, após o assassinato de Stanley Ketchel, perto do fim de 1910, assim como Billy Papke, Kelly também foi um dos primeiros boxeadores a anunciar sua reivindicação  sobre o título mundial do finado campeão. Conseguindo se manter competitivo por mais alguns anos, Kelly inclusive conseguiu impor uma derrota sobre o então promissor Frank Klaus, que mais tarde viria a ascender à condição de campeão mundial dos pesos-médios, pondo um fim à longa confusão gerada após a morte de Ketchel.
Hugo Kelly parou de lutar em 1912 e, uma vez longe das arenas de boxe, Kelly então se envolveu com a indústria do cinema, o que acabou lhe rendendo uma pequena fortuna. Não existem referências conhecidas da data, nem do local de falecimento de Kelly.